# Jenna Coleman
Jenna-Louise Coleman hay Jenna Coleman, là diễn viên người Anh, sinh ngày 27 tháng 4 năm 1986. Cô được biết đến nhiều nhất ở vai Jasmine Thomas ở vở Opera xà phòng Emmerdale ( 2012- 2015, 2017), Victoria của Anh trong loạt phim tiểu sử Victoria của ITV (2016-hiện tại), Clara Oswald trong series phim của BBC Doctor Who và vai chính Joanna Lindsay của phim The Cry.
Coleman sinh ra tại Blackpool, Lancashire, Anh, bắt đầu sự nghiệp diễn xuất của mình khi còn khá trẻ tại rạp hát Yer Space. Trong khi đang thử giọng cho vở kịch của trường năm 2005, cô đã được chọn để diễn vai Jasmine Thomas trong vở kịch Emmerdale. Coleman đã được nhận rất nhiều sự hoan nghênh cho sự diễn xuất của mình và được đề cử cho giải thưởng tân diễn viên nổi tiếng nhất tại lễ trao giải truyền hình quốc gia năm 2006
Coleman tiếp tục đảm nhiệm vai "cô gái mạnh mẽ" Lindsay trong loạt phim Waterloo Road (2009) tại trường học kịch của BBC, Susan Brown trong phim Room at the Top (2012) được chuyển thể từ tiểu thuyết của John Braine. Annie Desmond trong loạt phim bốn phần TItanic (2012) của Julian Fellowes và Rosie trong loạt kịch gốc Dancing on the Edge (2013) của Stephen Poliakoff. Cô cũng trong vai Lydia Wickham tại loạt kịch của BBC Người chết trở lại Pemberley (2013) và vai Katrina Clark trong phim tình cảm Trước Ngày Em Đến (2016). Năm 2018, cô thủ vai Joanna Lindsay trong The Cry.

## Thời niên thiếu
Coleman sinh ra ở Blackpool, Lancashire, nước Anh, con gái của Karen và Keith Coleman. Cô có một người anh trai tên Ben. Coleman từng học tại Trường Anorld và trở thành một học sinh dẫn đầu. Sau này, Coleman từng rất hối tiếc vì mình đã không có những trải nghiệm đại học thông thường. Coleman từng là một thành viên của công ty nhà hát Yer Space. Vai diễn trong vỡ kịch Crystal Clear tại lễ hội Edinburgh đa mang về cho cô một giải thưởng cho sự diễn xuất, đồng thời vở kịch cũng nhận được nhiều sự khen ngợi, yêu thích.
Trong một buổi phỏng vấn với The Radio Times năm 2015, cô đã kể rằng bà mình đã đổi tên cô thành Jenna sau khi xem nhân vật Jenna Wade được diễn bởi Priscilla Beaulieu Presley trong series phim Dallas trên truyền hình Mĩ những năm 80.

## Sự nghiệp

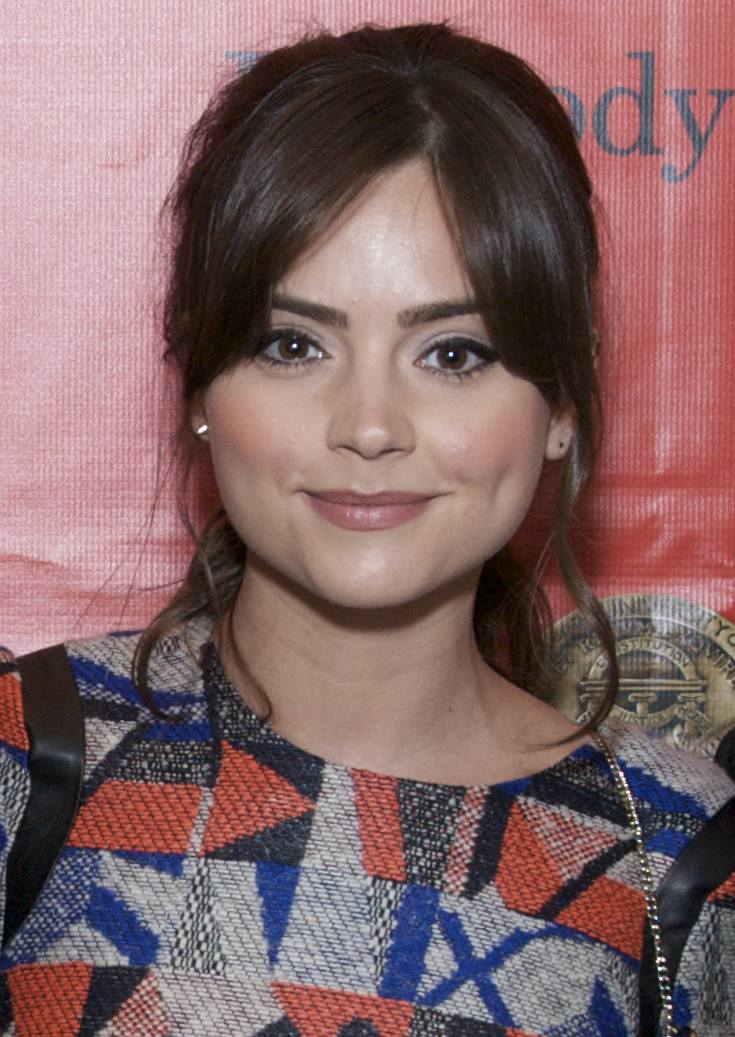
Coleman at the 72nd Annual Peabody Awards Luncheon (2013)

Trong khi đang thử giọng cho vở kịch trường, Coleman đã đóng vai Jasmine Thomas trong vở Emmerdale vào năm 2005. Tại lễ trao giải opera xà phòng ở Anh 2007, cô đã được đề cử cho giải " tân diễn viên giỏi nhất", cô cũng được đề cử cho "tân binh nổi tiếng nhất" tại lễ trao giải truyền hình quốc gia 2006. Năm 2009 tại lễ trao giải opera xà phòng ở Anh, cô được nhận giải thưởng "diễn viên nữ giỏi nhất", "người phụ nữ gợi cảm nhất", và "Sự diễn xuất tuyệt nhất". Cô đã nhận được sự đề cử cho giải thưởng "Diễn viên nữ giỏi nhất" từ lễ trao giải TV bình chọn. Tháng 5/2009, Coleman được thông báo rằng sẽ tham gia vở diễn của trường học kịch BBC, vai "cô gái mạnh mẽ" Lindsay James trong vở Waterloo Road. Khi cô đang trong thời gian thử vai, cô đã tìm được trải nghiệm mới của việc đóng vai nữ sinh.
Tháng 10 năm 2010, Cô được thông báo sẽ diễn vai Susan Brown trong bộ phim truyền hình được chuyển thể từ tiểu thuyết Room at the Top của tác giả John Braine. Thời gian dự định ra mắt lúc đầu là tháng 4 năm 2011, nhưng đã bị hủy do sự tranh chấp quyền lợi của nhà sản xuất và tài sản của Braine. Cuộc tranh chấp được giải quyết vào năm 2012 va sau đó bộ phim đã được công chiếu hai phần vào ngày 26 và 27 tháng 9 năm 2012. Năm 2011, cô nhân được vai diễn điện ảnh đầu tiên trong Đội Trưởng Mĩ: Kẻ báo thù đầu tiên (Captain America: The First Avenger). Đồng thời cô cũng diễn vai Annie Desmond trong loạt phim bốn phần của Julian Fellowes, Titanic, nhân vật trong vai diễn của cô được miêu tả là "cockney nhỏ táo bạo" và " Eliza Doolittle của con tàu"
Coleman đã lồng tiếng cho nhân vật Melia trong trò chơi điện tử Xenoblade Chronicles (2012) phiên bản Tiếng Anh. Năm 2012, Coleman đóng thử vai Rosie trong loạt kịch của Stephen Poliakoff, Dancing on the Edge, theo vận may của nhóm nhạc đen jazz vào những năm 1930. Cô đóng vai nhân vật chính Lydia Wickham trong bộ phim chuyển thể Người chết trở lại Pemberley. Ba tập phim đã được phát sóng trên BBC One trong suốt mùa Giáng Sinh năm 2013.
Tháng 4 năm 2015, Coleman được thông báo sẽ lại đóng vai Kạtrinna Clark trong phim Trước Ngày Em Đến, được công chiếu ngày 3 tháng 6 năm 2016. Cô xuất hiện như là một khách mời trong tập phim "Kẻ phá hủy Trái Đất" của chương trình hoạt hình khoa học viễn tưởng Thunderbirds are Go.
Tháng 12 năm 2017, Cô được báo sẽ là người dẫn chuyện cho một chiến dịch quảng cáo của Royal Caribbean UK. Ngày 8 tháng 1 năm 2018, Coleman xác nhận rằng mình đã đóng vai Joanna trong loạt phim bốn phần của BBC Nước mắt chuyển thể từ tiểu thuyết năm 2013 của Helen FitzGerald.
Tháng 9 năm 2018, nhà hát Old Vic đã thông báo trên trang web của họ rằng Coleman sẽ diễn vai chính trong tác phẩm mới của họ All My Sons vào năm 2019.

### Vai diễn trong BBC TV series "Bác sĩ vô danh"

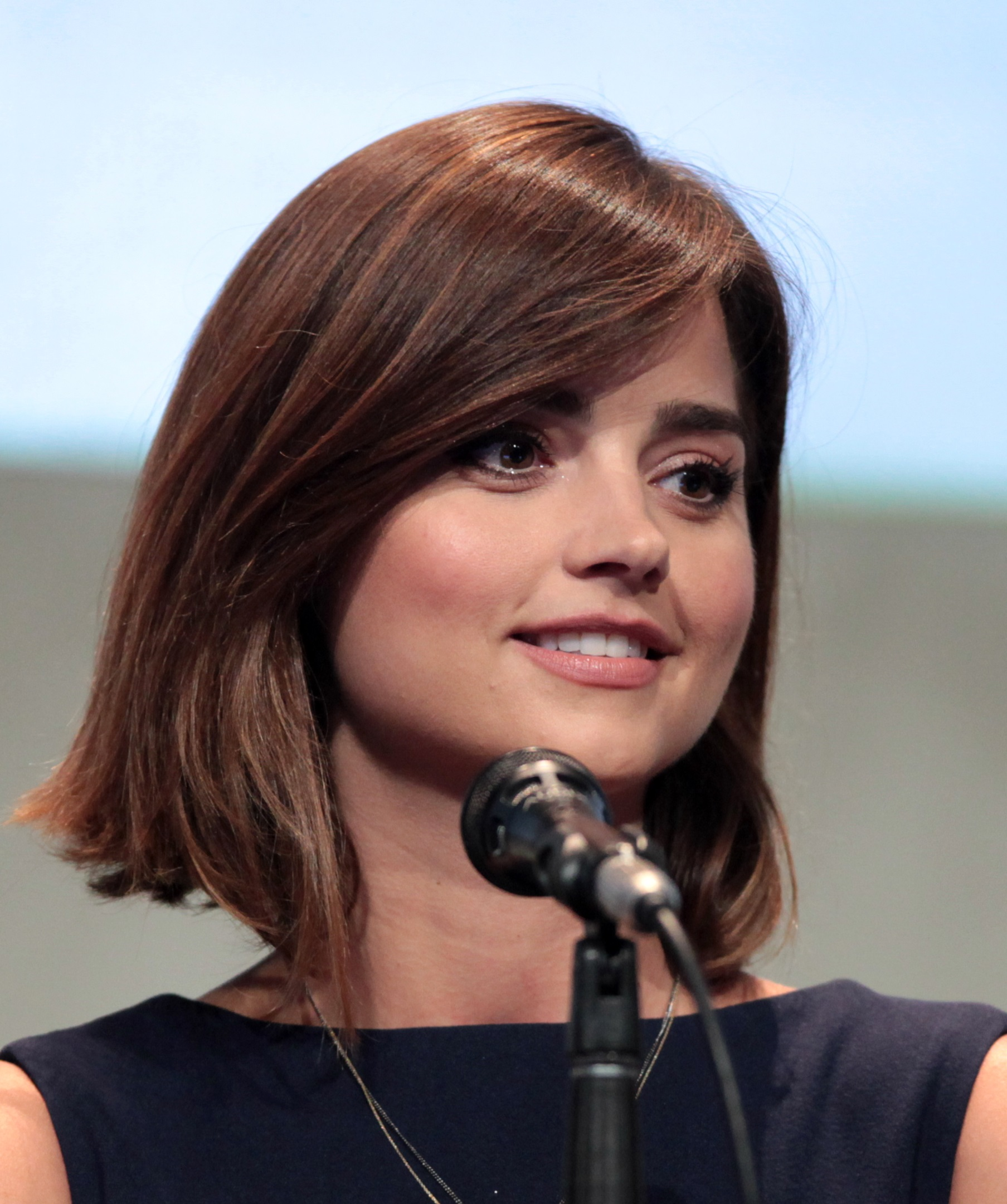
Coleman tại San Diego Comic-Con 2015

Ngày 21 tháng 3 năm 2012, nhà sản xuất phim Bác sĩ vô danh Steven Moffat đã xác nhận tại một cuộc họp báo rằng Coleman sẽ diễn vai bạn đồng hành của Bác sĩ Mười Một (Matt Smith). Moffat đã chọn cô trong vai diễn nay vì cô là người diễn tốt nhất bên cạnh Smith và có thể nói nhanh hơn cả anh ta. Cô đã thu âm cho vai diễn trong bí mật, dưới sự thu âm giả cho phim Men of Waves (là cụm từ đọc lái của "Woman Seven": lần đầu tiên cô xuất hiện trong sê-ri thứ bảy của chương trình).
Mặc dù ban đầu có thông tin công bố rằng cô sẽ đóng vai người đồng hành trong tập Giáng sinh đặc biệt 2012, cô đã mang đến một sự bất ngờ khi xuất hiện trong tập đầu của loạt phim bảy phần với Oswin Oswald, một diễn viên khách mời sẽ chết khi kết thúc tập phim. Coleman sau đó đã ra mắt đều đặn trong loạt phim Giáng sinh đặc biệt tập "The Snowmen" trong vai chính phủ Victoria và người được bảo lãnh Clara Oswin Oswald. Giống như Oswin Oswald, cô ấy đã chết. Cuối tập phim Coleman được nhìn thấy đang diễn một phiên bản thứ ba của nhân vật, một cư dân của London đương đại có tên đơn giản là Clara Oswald. Bắt đầu trong "The Bells of Saint John", phiên bản này bắt đầu chuyến đi của cô với tư cách là bạn đồng hành của Bác sĩ, bao gồm cả sau khi anh tái sinh thành Bác sĩ thứ mười hai (do Peter Capaldi thủ vai), trong tập đặc biệt Giáng sinh 2013 "Thời gian của bác sĩ". Trong tập đặc biệt Giáng sinh 2014 "Last Christmas", người ta đã tiết lộ rằng Coleman sẽ vẫn giữ vai trò Clara cho phần 9. Tuy nhiên, loạt phim thứ chín là cuối cùng của cô, vì Coleman đã quyết định rời khỏi chương trình để đảm nhận vai trò này Victoria của Anh trong một sản phẩm của ITV. Trong "Cuộc xâm lược của Zygon" và "Sự đảo ngược của Zygon", Coleman cũng đóng vai Bonnie, thủ lĩnh của Zygon, người đóng vai trò của Clara Oswald. Cô trở lại chương trình cho tập cuối của Bác sĩ thứ mười hai "Twice By a Time" nơi cô xuất hiện trong vai trò khách mời; tập đó, chương trình Giáng sinh đặc biệt của Bác sĩ Vô Danh 2017, được phát sóng cùng buổi tối với chương trình Giáng sinh đặc biệt đầu tiên cho Victoria.
Cô lần đầu được ghi nhận trên màn ảnh là Jenna Coleman trong Bác Sĩ Vô Danh vào ngày 4/8/2013. Trong phim, vào cuối phần 9, Clara bị Quantum Shade dưới dạng một con quạ đen giết chết (được điều khiển bởi thị trưởng Me - Ashildr, do Maisie Williams thủ vai).

### Victoria, The Cryvà quay lại nhà hát kịch
Năm 2016 Coleman thủ vai chính - nữ hoàng Anh Victoria trong loạt phim cùng tên của ITV về hoàng gia nước Anh và thuộc địa Ấn Độ. Coleman thú nhận rằng cô không rõ về lịch sử của Victoria của Anh, nhưng đã nghiên cứu về vai diễn. Khi phỏng vấn tại đài BBC 4, Coleman đã bày tỏ sự ngưỡng mộ của cô đối với nữ hoàng.
Victoria đã được công chiếu vào ngày 28 tháng 8 năm 2016 trên ITV. Tháng 9 năm 2016, ITV cho ra mắt Victoria phần 2, phần thứ ba của phim được công bố vào Giáng sinh (tháng 12 năm 2017).

## Đời sống cá nhân
Coleman đã hẹn hò với diễn viên nam Richard Madden từ năm 2011 đến 2015. Vào năm 2016, cô bắt đâu hẹn hò với nam diễn viên đóng cùng phim Victoria, Tom Hughes.

### Phim điện ảnh
| Năm  | Tên phim                           | Vai diễn      | Ghi chú |
| ---- | ---------------------------------- | ------------- | ------- |
| 2011 | Đội trưởng Mĩ: Kẻ báo thù đầu tiên | Connie        |         |
| 2016 | Trước Ngày Em Đến                  | Katrina Clark |         |

### Phim truyền hình
| Năm                | Tên phim                     | Vai diễn             | Số tập                         |
| ------------------ | ---------------------------- | -------------------- | ------------------------------ |
| 2005 - 2009        | Emmerdale                    | Jasmine Thomas       | 168 tập                        |
| 2009               | Waterloo Road                | Lindsay James        | 9 tập                          |
| 2012               | Titanic                      | Annie Desmond        | 4 tập                          |
| 2012               | Room at the Top              | Susan Brown          | 2 tập                          |
| 2012 2015, 2017    | Bác sĩ vô danh               | Clara Oswald         | Seasons 7, 8, 9, 2017 Đặc biệt |
| 2013               | Dancing on the Edge          | Rosie Williams       | 5 tập                          |
| 2013               | The Five(ish) Doctors Reboot | Chính mình           | Phim hài Doctor Who            |
| 2013               | Cái chết đến với Pemberley   | Lydia Wickham        | 3 tập                          |
| Hiện tại 2016 2016 | Victoria                     | Victoria của Anh     | 25 tập                         |
| 2016               | Thunderbirds Are Go          | Baines (giọng nói)   | 1 tập                          |
| 2018               | The Cry                      | Joanna Lindsay       | 4 tập                          |
| 2019               | Inside No. 9                 | Beattie              | 1 tập                          |
| 2020               | The Serpent                  | Marie-Andrée Leclerc | đang quay                      |

### Sân khấu
| Năm  | Tên tác phẩm         | Vai diễn          | Rạp hát                      |
| ---- | -------------------- | ----------------- | ---------------------------- |
| 1996 | Summer Holiday       | Phù dâu           |                              |
| 2004 | Crystal Clear        | Thomasina         | In Yer Space                 |
| 2009 | Jack và cây đậu bắp  | Công chúa Apricot | Nhà hát Hoàng gia Nottingham |
| 2019 | Các con trai của tôi | Ann Deever        | Nhà hát Old Vic              |

### Trò chơi điện tử
| Năm  | Tựa game               | Nhân vật                | Ghi chú                              |
| ---- | ---------------------- | ----------------------- | ------------------------------------ |
| 2010 | Biên niên sử Xenoblade | Công chúa Melia Antiqua | Bản tiếng Anh của trò chơi Nhật Bản  |
| 2015 | Kích thước Lego        | Clara Oswald            | Cốt truyện và bản mở rộng Doctor Who |

## Giải thưởng và đề cử
| Năm  | Giải thưởng                                    | Hạng mục                                        | Tên phim                       | Kết quả |
| ---- | ---------------------------------------------- | ----------------------------------------------- | ------------------------------ | ------- |
| 2006 | Giải thưởng truyền hình quốc gia               | Tân binh nổi tiếng nhất                         | Emmerdale (đề cử)              |         |
| 2006 | Giải thưởng xà phòng Anh                       | Tân binh xuất sắc nhất                          | Emmerdale (đề cử)              |         |
| 2009 | Giải thưởng xà phòng Anh                       | Vai diễn hay nhất                               | Emmerdale (đề cử)              |         |
| 2009 | Giải thưởng xà phòng Anh                       | Nữ diễn viên gợi cảm nhất                       | Emmerdale (đề cử)              |         |
| 2009 | Giải thưởng xà phòng Anh                       | Nữ diễn viên xuất sắc nhất                      | Emmerdale (đề cử)              |         |
| 2013 | Giải thưởng diễn viên lồng tiếng               | Giọng nữ lồng tiếng hay nhất cho video game     | Biên niên sử Xenoblade (đề cử) |         |
| 2013 | Giải thưởng diễn viên lồng tiếng               | Giọng nữ hay nhất trong video game              | Biên niên sử Xenoblade (đề cử) |         |
| 2013 | Giải thưởng NAVGTR                             | Hỗ trợ tốt nhất                                 | Biên niên sử Xenoblade (đề cử) |         |
| 2013 | Nickelodeon UK Kids' Choice Awards             | Nữ diễn viên Anh được yêu thích                 | Bác sĩ vô danh (đề cử          |         |
| 2013 | TV Choice Awards                               | Nữ diễn viên chính xuất sắc nhất                | Bác sĩ vô danh (đề cử          |         |
| 2014 | Giải thưởng Glamour                            | Nữ diễn viên truyền hình Anh quốc               | Bác sĩ vô danh (đề cử          |         |
| 2015 | Giải thưởng Sao Thổ                            | Nữ diễn viên phụ xuất sắc nhất trên truyền hình | Bác sĩ vô danh (đề cử          |         |
| 2015 | TV Choice Awards                               | Nữ diễn viên xuất sắc nhất                      | Bác sĩ vô danh (đề cử          |         |
| 2015 | BAFTA Cymru                                    | Nữ diễn viên xuất sắc nhất                      | Bác sĩ vô danh (đề cử          |         |
| 2017 | Giải thưởng truyền hình quốc gia               | Diễn xuất hay nhất                              | Victoria (thắng giải)          |         |
| 2017 | Golden Nymph Awards                            | Diễn xuất hay nhất                              | Victoria (thắng giải)          |         |
| 2018 | Giải thưởng truyền hình quốc gia               | Diễn xuất hay nhất                              | Victoria (thắng giải)          |         |
| 2018 | Giải thưởng Phụ nữ của năm của Harper's Bazaar | Nữ diễn viên truyền hình của năm                | Nước mắt (thắng giải)          |         |
| 2018 | Giải thưởng I Talk Telly                       | Diễn xuất hay nhất                              | Nước mắt (thắng giải)          |         |

## Trang cá nhân
IMDb profile: https://www.imdb.com/name/nm1982510/
Instagram: https://www.instagram.com/jenna_coleman_
Twitter: https://twitter.com/jenna_coleman_